# 迪安·刘易斯
迪安·刘易斯（英語：Dean Lewis，1987年10月21日—），澳大利亚创作歌手，曾与马丁·盖瑞斯等音乐人合作过多首歌曲。2019年3月22日，他发行了个人首张录音室专辑《A Place We Knew》。